# バイオハザード〜ヘヴンリーアイランド〜
『バイオハザード〜ヘヴンリーアイランド〜』 (BIOHAZARD heavenly island) は、芹沢直樹による日本の漫画作品。カプコンから発売されているサバイバルホラーゲーム『バイオハザードシリーズ』が原作。秋田書店『週刊少年チャンピオン』2015年7号から連載を開始し、途中休載を挟みつつ2017年10号まで連載された。

## 概要
前作『バイオハザード〜マルハワデザイア〜』（以降、『MD』）より、約2年ぶりとなる、バイオハザードシリーズの公式漫画作品の第2作目である。『バイオハザード6』の公式連動漫画だった前作に対し、本作は『バイオハザード リベレーションズ2』（以降、『RV2』）および『バイオハザード アンブレラコア』と連動している。シナリオも『MD』とは異なり、『RV2』を手掛けた佐藤大が担当している。
前作同様に漫画オリジナルの物語が展開するほか、原作からクレア・レッドフィールドやクリス・レッドフィールドなどのキャラクターも登場する。クレアは前作にも登場していたが、過去の空想シーンにてシルエットのみの登場であったため、直接的な登場は漫画作品としては本作が初となる。
水着の美女たちが撮影に集う南海の孤島が舞台ということもあり、序盤には前作以上に性的な描写が盛り込まれている。
なお、バイオハザードシリーズにおける本作の時系列は『RV2』の3年後で、『6』と『7』の間に位置する。また、バイオハザードシリーズとしては初めて、日系人ではない純粋な日本人のキャラクターが主人公として登場する。

## ストーリー
『RV2』での事件から3年後の2014年。カリブ海に浮かぶ孤島ソニドデ・トトーガ島に、世界各国から集められた水着タレントたちが競い合う世界的人気テレビ番組『アイドル・サバイバル』の撮影のため、約60名のスタッフたちが向かっていた。その中には日本人のアシスタントディレクター、富長タケルの姿もあった。島に到着し、番組の撮影が開始されることになったが、撮影隊とはぐれた水着タレントの1人が謎の仮面の怪人に惨殺されたことをきっかけに、島は地獄に変容していく。島の正体が、反バイオテロ活動を行うNGO団体『テラセイブ』が調査に来るほどの危険な場所であることを、撮影隊メンバーは知る由もなかった。

## 登場人物

### 撮影隊
富長 タケル（とみなが タケル）
本作の主人公。日本のテレビ番組制作プロダクションのAD。ホラー映画や都市伝説に詳しい。作中では「トミナガ」とカタカナ表記されている。島でのロケに当たっていた最中、巨大な銛を操る怪人に襲われ、バイオハザードに巻き込まれていくが、事態を打開すべくマユと共に奔走する。さまざまな困難を乗り越えていくにつれてたくましくなり、ブラウンが感染した影響で自殺してからは覚悟を決めて生存者をまとめ上げるリーダーとなる。その後、クレアと合流して島内の研究施設を探索し、バイオハザードの真相と目的を知ったうえ、黒幕やそれによる研究データを奪おうと潜入していた紫麗の襲撃に遭う。しかし、クレアたちとの共闘を経て、変異した紫麗との戦いを切り抜け、マユと共に島から生還する。
口癖は戸惑った時などに零れる「現実（リアル）」。
優貴 マユ（ゆうき マユ）
日本のグラビアアイドル。タケルとは以前一緒に仕事をしたことがあり、その当時から彼に好意を持たれている。バイオハザードに巻き込まれて恐怖しながらもタケルと協力し、戦闘能力こそ皆無だが彼のサポートに奔走する。B.O.W.化した紫麗によってタケルが窮地に陥った際には猛然と助け、彼を生還させて共に紫麗を打倒し、島から生還する。その後はタケルと共に一躍時の人となっており、彼と交際し始めたことが、クリスに送ったクレアのレポートに記されている。
ローラ・ビアス
白人のスーパーモデル。トミナガたち同様、バイオハザードに巻き込まれてしまうが、他のモデルたちがゾンビ化していく中、恐怖に駆られながらも冷静に事態を把握し、生き延びようと率先して銃などの武器を手に戦いに挑む。その途中でブラウンやタケルたちと合流し、共に事態の打開に乗り出していく。
勇敢で気が強い一面を持つが、ブラウンが自身のゾンビ化に苦肉の決断を下して自殺する最期を見た際には、へたり込んで絶望しかける姿も見せるもタケルの激励を受け、どうにか立ち直る。しかし、ブラウンを助けようとした際に彼からウイルスに感染していたことが判明すると、ゾンビ化を懸念して一同のもとから立ち去る。追ってきたタケルに自分を殺すように伝えるも拒否されたため、彼を強く拒絶して部屋の奥に消える。その後はまもなくゾンビ化しており、タケルを拷問していた紫麗の背後から襲いかかって揉み合った末、彼女共々水路へ転落して姿を消す。しかし完全死には至っておらず、エピローグにて海岸に現れる。
紫麗（ジューリー）
アジア系の新人女優。その仕事のためにはマイクに裸身を晒す振る舞いを見せるが、正体は神亜製薬に所属するエージェントで、彼と同じく島に存在するB.O.W.を調査するため、秘密裏に潜入していた。その過程でタケルや途中で合流したクレアたちに混じり、表向きはバイオハザードから生き延びた被害者として、スペンサーの建造した地下研究施設へ潜入する。施設内にてこの島で行われていた「蠱毒計画」のアンプルを入手し、本性を現して、クレアをも上回る戦闘能力で圧倒して戦闘不能に追い込み、クレアやタケルたちを縦穴に連れ出して拷問したうえで縦穴から突き落とそうと画策するも、ゾンビ化したローラに背後から襲われて揉み合いになり、彼女共々水路へ転落して自身は致命傷を負う。最後の力を振り絞ってアンプルを注射し、B.O.W.に変貌した後は変異前以上の速力と戦闘能力でクレアたちを圧倒するが、マリルーを人質に取ったことから怒ったモリオに動きを封じられ、劣勢に転じる。最後は身体をクレアによってロケットランチャーで破壊され、生き残った頭部をタケルとマユによって口に押し込まれた手榴弾で爆破され、絶命する。
ブラウン・アンダーソン
ロケのために雇われたサバイバル・アドバイザー。本作の5年前まではBSAAに所属しており、アフリカでの『バイオハザード5』の戦いを最後に死んでいく仲間たちの姿に耐えられず、BSAAを辞職した。ゾンビたちとの戦いを経て感染してゾンビ化した際には、ローラに襲いかかるもわずかに残った自我で自身を抑え込む。最後はタケルにマユたちを守って生き抜くことを約束させ、拳銃で自身の頭部を撃ち抜いて自殺する。
クレイジー・アレク
アフロヘアーが特徴のコメディアン。撮影スタッフたちがゾンビたちに襲われた際には、ブラウンとローラとともにホワイトキャッスル号に避難したものの、そこもすぐにゾンビの巣窟になってしまったことに絶望し、ブラウンから渡されていた護身用の小型拳銃で自殺する。まもなく甲板へ落下した遺体はゾンビたちの餌となったが、図らずもこの行為がブラウンとローラが船から逃げ延びるチャンスを作る。
マイク・D・シーマン
プロデューサー。女好きの振る舞いを見せるが、正体は紫麗とは別の組織に所属するエージェントであり、彼女と同じく島に存在するB.O.W.を調査するため、秘密裏に行動している。島の奥で封印されていたSchraube Dämonの操作を目論んでいたところ、先回りしていたディルクに起動させられたSchraube Dämonによって巨大なスクリューで斬殺される。
マシュー・エスピノ
ディレクター。ビーチに集まった水着タレントのゾンビたちに襲われ、死亡する。
ココ
モデル。島への到着後にロケ隊からはぐれていたところをモリオに襲われて死亡し、その夜に森へ入ったタケルの前にゾンビ化した姿で現れる。本作で最初にゾンビ化した人物である。
カイリー
『アイドル・サバイバル』前回大会の優勝者。大会中にモリオに襲われて死亡した後、ゾンビ化してタケルとマユの前に現れる。
ミリー
『アイドル・サバイバル』の参加者であるダンサー。他のタレントや船員と共に避難するもすでに感染しており、発症してダレルを殺害したうえ、残る生存者を巻き添えにほぼ全滅させてしまう。
ダレル
番組協力にソニドデ・トトーガ島へスタッフを送り迎えする客船ホワイト・キャッスル号の船員。ブラウンとは仲が良い。バイオハザード発生時に水着タレントを船内に避難させるが、ゾンビ化したミリーに噛み殺されてゾンビ化する。

### テラセイブメンバー
クレア・レッドフィールド
ラクーンシティ事件の生存者の一人で、同事件をきっかけに設立された反バイオテロ活動などを行うNGO団体「テラセイブ」のメンバー。後述するクリス・レッドフィールドの実妹。
トトーガ島の隣のサナオーリア島でバイオハザードの調査を行っており、イネスたちの危機を察して兄のクリスにSOSを送る。その後は自らもトトーガ島に乗り込み、バイオハザードの終息に乗り出していく。その過程でタケルたちと合流し、島の地下に存在する施設内にて蠱毒計画のことや、その首謀者がかつてザイン島で対峙したアレックス・ウェスカーの元部下のディルク・ミラーであることなど、数々の真実にたどり着く。その後は正体を明かした紫麗の自身を上回る戦闘能力によってダメージを負いながらも、タケルたちの協力を得て無事に島から生還した。その数週間後には、クリスに事件の詳細とその生存者たちの後日談を記したレポートを送っている。
イネス・ディアーコ
男勝りな性格で、一人称に「オレ」を用いる短髪の女性。クレア同様、体術や銃の扱いに長けており、並みの男性はもちろん単体のゾンビ程度は難なく対応できる。しかし、トトーガ島の研究施設内にて襲ってきたハンターをタケルたちと共に退けるも反撃で背中を貫かれ、死亡する。

### 島の住人
マリルー・マボウ
トトーガ島の村に住む少女。以前高校でテラセイブによるバイオハザードの講義を受けたことでイネスと親交が生まれ、島の調査のサポートをすることになる。イネスと共にバイオハザードに巻き込まれ、後にトミナガ達と合流。以降は行動を共にする。最後はB.O.W.と化した紫麗に殺されかけるが、かつての兄であったモリオの助けもあり、生還。事件後はテラセイブに入る。

### BSAAメンバー
クリス・レッドフィールド
前作にて活躍したBSAA北米支部隊長であり、クレアの実兄。本作ではモハーベ砂漠上空にて任務に当たっている。前作に引き続き、基本的な立場は『バイオハザード6』での設定に準じていることから、ソニドデ・トトーガ島にて発生したバイオハザードの収束をクレアから依頼された際には、行けない自分の代わりにパーカーを送り込む。
パーカー・ルチアーニ
『バイオハザード リベレーションズ』で、ジル・バレンタインとパートナーを組んでいたBSAA欧州本部所属の男性。熱血漢であるが、性格そのものは冷静沈着である。今回は部隊を率いる隊長となっており、バイオハザードに見舞われたトトーガ島にて、クレアと協力して事態の収束にあたる。島へ降下した後、Schraube Dämonの鎮圧には成功するが、直後に現れたモリオに部隊を壊滅させられる。クレアやタケルたちをスペンサーの研究所へ向かわせ、自身はモリオと戦うも重傷を負わされる。そのままモリオはSchraube Dämonと戦い始めたために放置され、意識を失う。目覚めた後は救援を呼び、クレアたちと共に島を脱出する。
ヘンドリック
パーカーの要請で救援に駆けつけた隊員の1人。頭部だけで襲いかかってきた紫麗に重傷を負わされるが、触手から刃物の付いた尖端をすべて切り落として弱らせることには成功する。紫麗が倒された後は救援を呼び、タケルたちと共に脱出する。

### その他
オズウェル・E・スペンサー
かつて存在した製薬企業アンブレラの創設者の1人であり、バイオテロのきっかけを作った元凶。
本作では写真のみの登場だが、かつてソニドデ・トトーガ島を買い取って研究施設を建造し、アレックス・ウェスカーに提供している。
ディルク・ミラー
アレックス・ウェスカーのかつての部下であり、本作の黒幕。ソニドデ・トトーガ島にて、呪術師を騙って住人たちを蠱毒計画の材料として利用していたが、最終的には紫麗に計画のアンプルを奪われて殺害される。
アレックス・ウェスカー
『バイオハザード リベレーションズ2』におけるバイオハザードの黒幕だった女性。
本作ではトトーガ島でも研究を行っていたことが判明している。
アンブレラコア小隊長
アンブレラ崩壊後にその遺産を回収することを生業とする、対ゾンビ戦闘術CQBZに特化した傭兵部隊を率いる男性。自身は黒一色で、隊員は全員とも迷彩仕様の戦闘服を装着している。
本作に登場した小隊は『CORPS』キャラメイクで使用出来るロゴデザインで登場する神亜製薬をスポンサーとしており、紫麗のパックアップと証拠隠滅を目的に島へ投入された。脱出艇を狙って海岸へ集まったタケルたちを捕えるが、間もなく彼らを追って変異凶暴化した紫麗の襲撃を受ける。隊員の一人は紫麗に腕を切り落とされても戦意を失わないなど高い練度で、果敢に迎え撃つも圧倒的な力の前に小隊は数分で壊滅し、隊長もその強さに驚愕しつつ息絶える。

## 登場クリーチャー
ゾンビ
ソニドデ・トトーガ島で起きたバイオハザードによって現れた怪物。『アイドル・サバイバル』の撮影のために訪れたロケ隊や水着タレント達も次々とゾンビ化していった。紫麗の話では村の原住民も全員ゾンビにやられたとの事。本作では生存者たちを泳いで追跡する様子が確認された。最終的には紫麗が呼び込んだ特殊部隊によってローラを除いて全滅させられる。
ハンター
人間をベースにt-ウィルスを用いて爬虫類の遺伝子を組み込んで作られたB.O.W.。強靭な肉体と鋭い爪、優れた身体能力を備え、簡単な命令なら理解できる知能も有する。
銛男（モリオ）
仮面を被り巨大な錨と銛を武器にする謎の怪人。モリオという呼称はタケルが「笑っちゃう名前」として付けたもの。時折、かつては人間だったころの自我が残っているような描写がある。
その正体はマリルーの実兄・エリセオが蟲毒計画の実験体にされた成れの果て。エリセオは元々は島を出て勉学に励み、故郷の近代化のために戻って来て間もなく失踪したのだが、実はディルクに拉致されていた。実験体の中では強靭さと賢さを兼ね備えた個体であったが、周期的に人間の頃の記憶が戻る為、ディルクにも失敗作とされていた。蟲毒計画の他のB.O.W.同様、「如何なる者も島から出さない」「最も戦闘力の高い相手を標的にする」とプログラミングされており、施設を脱走した後もロケ隊のクルーザーのエンジンを破壊したりと、その命令には従い続けている。人間の頃の記憶の影響か、ゾンビを集めて集落を作らせるなどの行動も取っている。戦闘力は並のB.O.W.とは比較にならず、島に降下したBSAAの部隊を壊滅させた上、Schraube Dämonとの一騎打ちにも勝利。蟲毒計画最後の生き残りとなり、紫麗によって体内のウィルスを抽出される。B.O.W.化した後も妹のマリルーを守るという意志は生き続けており、マリルーが窮地に陥った際は猛然と助けに入ってタケルやクレア達を援護する形となり、最期はクレアの放ったロケットランチャーで紫麗ごと吹き飛ばされた。
Schraube Dämon（シャウベ・デーモン）
ソニドデ・トトーガ島の神殿に封印されている巨大なB.O.W.。「スクリュー魔人」とも称される。人の形を保ってはいるが、巨大かつ奇妙な模様の仮面で顔は隠れ、筋骨隆々の体躯に4本の腕を持ち、攻防一体の武器となるスクリューを左右1本ずつ装備している。このスクリューは着脱も可能で、劇中ではBSAAのヘリへ投げ付け撃墜して見せた。また、イネスとの交戦の際、攻撃を受けて負傷した後、イネスが再び攻撃を仕掛けようとした際は、スクリューを利用して回避行動を取っている事から、闇雲に襲い掛かっている訳ではなく、ある程度相手の動きとパターンを学習できる程度の知能は有している模様。BSAAの救援部隊と交戦後、失ったスクリューを大型の削岩用ドリルに代えてタケル達を襲うが、乱入したモリオとの激しい死闘の末自らの腕をねじ曲げられ、装備していたスクリューやドリルで体を切り刻まれて倒される。倒される際、モリオの放った錨で被っていた仮面が外れて素顔を見せた。明言こそされていないが、ディルクが言った「マリルーの夫」の言葉から、マリルーは自身の許嫁のロペが素体となっていると推測している。ロペはマリルーの亡き親が決めた許嫁だったが当のマリルーには嫌われており、彼女を庇うエリセオとも対立していた。
モンスター紫麗
施設内の縦穴でタケルに拷問をしていた最中に、ゾンビ化したローラに襲われたのと同時に縦穴から落下、致命傷を負った紫麗が銛男から採取したウィルスを投与した事で変異した姿。
人型を保ってこそはいるが、前面と背面が逆さまになり、背中を正面に向けて移動するようになっており、頭部はかつての紫麗の顔を残しつつ、新たな眼球と長く鋭い牙を持つ新たな顔が形成され、常に首を持ち上げて真後ろを視認する体勢となり、髪の毛が変化した複数の先の鋭利な刃物のような触手と四足歩行の体勢が特徴。紫麗としての自我は残っており、喋ることができる。ただし、頭部のみの姿になった際は、自我は残っていたものの、最早言葉は意味を成さない、もしくは不正確な発音に変わっている。
変異後、彼女が呼び寄せた特殊部隊を攻撃して壊滅に追い込む。タケル達にも襲い掛かり、俊敏な動きに加え、鋭い刃物のような尖端を持つ触手の攻撃で苦戦させるが、モリオによる身体を張った抵抗を受けてほぼ全ての触手を捕まれて動きを封じられる。マチェットで触手を切り落とされ、人質にしたマリルーを奪われた後、クレアにロケットランチャーを撃ち込まれて爆発四散する。
しかし、生き残っていた頭部が島から脱出するためにタケルやマユを乗せたBSAAのヘリを襲撃。パイロットを殺害してヘンドリックにも重傷を負わせるが彼に尖端の残っている触手を全て千切られて弱り、それでもタケルとマユに敵意と憎悪を持って襲い掛かるが、最期はタケルに口に手榴弾を叩き込まれ、爆発して砕け散り、ようやく死亡した。

## 用語
ソニドデ・トトーガ島
本作の舞台である孤島。元々は米軍基地が存在していたが後に放棄され、後年スペンサーが購入して研究施設を建造しアレックスに提供した。彼女が去った後、今度はディルク・ミラーによって『蠱毒計画』の実験場として再利用されている。作中では「天国のような島」とも表されるが、やがて発生したバイオハザードによって逆に地獄と化した。
アイドルサバイバル
世界中で大人気のテレビ番組で、水着の女優が孤島を舞台にサバイバルゲームを繰り広げると言う内容。今回は4回目になる。ステージ毎にルールは違うようだが、作中で登場したのは「ジャングル内に配置されたカードを集め、制限時間後に最も獲得カードが少ない者を脱落者とする」と言うステージのみ。
実は今回の撮影はプロデューサーの肩書きを偽装したマイクによって仕組まれていたものであり、ロケ隊がB.O.W.に惨たらしく虐殺される映像を世界に発信する事で、B.O.W.の商品的価値をテロリストや独裁者に宣伝する事が真の目的であった。
テラセイブ
1998年に起こったラクーンシティ壊滅をきっかけに立ち上げられたNGO団体。主な活動内容は 「バイオテロ・薬害事件を秘匿・隠蔽する企業や組織を糾弾・告発すること」「バイオテロ・薬害事件に遭った被害者や犠牲者を支援・救済すること」の2つである。
蠱毒計画
ディルク・ミラーが蠱毒からヒントを得た、最強の生物を作り出す為の計画。人間に特殊なウィルスを注入して生み出したB.O.W.を様々な条件下で戦わせ、生き残った個体から最強のウィルスを作り出すというもの。使用するウィルスは突然変異の確率を高めており、宿主との感染で変異を繰り返していく。その為、最後に勝ち残った最強の実験体には最強のウィルスが宿ると言うものである。実験体となったB.O.W.にはより強い個体と戦わせる為「最も戦闘力の高い者を標的にする」事と、島を蠱毒の器とする為に「いかなる者も島から出さない」という行動を刷り込まれている。最終的にはSchraube Dämonを倒したモリオが最終生存個体となり、ウィルスを抽出された。

## 書誌情報
- 芹沢直樹 『バイオハザード〜ヘヴンリーアイランド〜』 秋田書店〈少年チャンピオンコミックス・エクストラ〉、全5巻
  1. 2015年3月6日発売 ISBN 978-4-253-13121-6[2]
  2. 2015年9月8日発売 ISBN 978-4-253-13122-3[3]
  3. 2016年2月8日発売 ISBN 978-4-253-13123-0
  4. 2016年9月8日発売 ISBN 978-4-253-13124-7
  5. 2017年2月8日発売 ISBN 978-4-253-13125-4